# Euerbach
Euerbach – miejscowość i gmina w Niemczech, w kraju związkowym Bawaria, w rejencji Dolna Frankonia, w regionie Main-Rhön, w powiecie Schweinfurt. Leży około 7 km na zachód od Schweinfurtu, przy drodze B19 i B303.

## Dzielnice
W skład gminy wchodzą trzy dzielnice: Euerbach, Obbach i Sömmersdorf.

## Demografia
| Rok  | Liczba mieszk. |
| ---- | -------------- |
| 2003 | 3.134          |
| 2005 | 3.106          |

## Polityka
Wójtem jest Arthur Arnold. Rada gminy składa się z 16 członków:
|      | CSU | SPD | Wspólnota Wyborcza Sömmersdorf | Wolna Wspólnota Wyborców | Razem     |
| 2002 | 4   | 2   | 4                              | 6                        | 14 miejsc |

## Współpraca
Miejscowość partnerska:
- Cambremer, Francja